# پروفسور و مرد دیوانه (فیلم ۲۰۱۹)
پروفسور و مرد دیوانه (انگلیسی: The Professor and the Madman) یک فیلم سینمایی محصول مشترک آمریکا و ایرلند در سبک درام به کارگردانی فرهاد صفی‌نیا است. این فیلم بر اساس کتابِ ۱۹۹۸ جرّاحِ کروتورن ساخته شده است.

## داستان
داستان این فیلم در مورد پروفسوری است که در سال ۱۸۵۷ تألیف کتاب فرهنگ انگلیسی آکسفورد را آغاز و کمیتهٔ نظارت بر این کتاب را رهبری کرد و دکتر جراحی که بیش از ۱۰٫۰۰۰ لغت را پیشنهاد داد، آن‌هم زمانی که در تیمارستان نگهداری می‌شد.

## بازیگران
- مل گیبسون در نقش جیمز موری
- شان پن در نقش ویلیام چستر ماینر
- ناتالی دورمر در نقش الیزا مرت
- یوان گریفید در نقش هنری بردلی
- جرمی ایروین در نقش چارلز هال
- استیو کوگان
- لاورنس فاکس
- لارس بریگمن
- جنیفر ایلی در نقش آدا موری
- برایان فورچون در نقش یکی از اعضای هیئت مدیره

## تولید
بیست سال قبل از آغاز تولید این فیلم، مل گیبسون بر روی اقتباس از کتاب جراح کروثورن کار می‌کرد. گیبسون که در اصل برای کارگردانی این فیلم انتخاب شده بود، جایش را به همکار-نویسنده اش در فیلم آپوکالیپتو، یعنی فرهاد صفی‌نیا داد. فرهاد صفی‌نیا به عنوان کارگردان و مل گیبسون به عنوان بازیگر نقش جیمز موری تعیین شدند. در اوت ۲۰۱۶ شان پن به عنوان بازیگر نقش ویلیام چستر ماینر وارد پروژه شد. در همان اوت ناتالی دورمر و در سپتامبر همان سال یوان گریفید به بازیگران فیلم اضافه شدند.
فیلمبرداری پروژه در سپتامبر ۲۰۱۶ در دوبلین آغاز شد. در نوامبر ۲۰۱۶ مجموعه عکسی از استیو کوگان، لاورنس فاکس و جنیفر ایلی در حال فیلمبرداری همین پروژه منتشر شد که حاکی از حضور این بازیگران در فیلم بود.
در ژوئیه ۲۰۱۷ مل گیبسون شرکت ولتیج پیکچرز را به عدم همکاری در تولید متهم کرد.